# Carlie Pipe
Carlie Pipe (sinh ngày 9 tháng 3 năm 1987) là một vận động viên chạy đường dài và điền kinh, thi đấu quốc tế cho đội tuyển quốc gia Barbados.
Năm 2013, cô về đích thứ 4 tại Lamentin 15k.
Tại giải vô địch marathon thế giới IAAF 2014 đã hoàn thành thứ 85 và lập kỷ lục quốc gia. Cô là vận động viên đầu tiên từ Barbados từng thi đấu trong sự kiện này.
Cũng trong năm 2014, cô đã hoàn thành hạng 3 trong 5000 người tại Blue Nose Marathon.
Cô đã nghỉ một thời gian, nhưng đã trở lại thi đấu vào năm 2016.
Pipe trước đây học trường Harrison College.
Cô là một nhà văn theo nghề.